# UFC on ABC: Розенстрайк vs. Алмейда
UFC on ABC: Rozenstruik vs. Almeida, также известный как UFC on ABC 4 — турнир по смешанным единоборствам, организованный Ultimate Fighting Championship, который был проведён 13 мая 2023 года на спортивной арене Спектрум-центр в городе Шарлотт, штат Северная Каролина, США.
В главном бою вечера Жаилтон Алмейда победил Жаирзиньо Розенстрайка удушающим приёмом в 1-м раунде. В соглавном событии Джонни Уокер победил Энтони Смита единогласным решением судей.

## Подготовка турнира
Данное событие станет пятым турниром организации в городе Шарлотт после того, как здесь был проведён турнир UFC on Fox: Жакаре vs. Брансон 2 в январе 2018 года.

### Главные события турнира
Изначально в качестве заглавного события турнира планировался бой в полутяжёлом весе между Энтони Смитом и Джони Уокером. Однако впоследствии главным поединком стал бой в тяжёлом весе, в котором должны встретиться Жаирзиньо Розенстрайк (#9 в рейтинге) и Жаилтон Алмейда (#12 в рейтинге). Бой между Смитом и Уокером остался в карде и стал соглавным событием вечера.
| Заглавное событие - Тяжёлый вес | Заглавное событие - Тяжёлый вес | Заглавное событие - Тяжёлый вес |
| --- | --- | ------------------------------- |
| Жаирзиньо Розенстрайк | | Жаилтон Алмейда                 |
| JAIRZINHO ROZENSTRUIK "Bigi Boy" 35 лет (17.03.1988) Рост 188 см, размах рук 198 см Место рождения: Парамарибо, Суринам Представляет: Парамарибо, Суринам "American Top Team" Дебют в UFC - 02.02.2019 | JAILTON ALMEIDA "Malhadinho" 31 год (26.06.1991) Рост 191 см, размах рук 201 см Место рождения: Салвадор, Бразилия Представляет: Салвадор, Бразилия "Galpão da Luta" Дебют в UFC - 05.02.2022                                |                                 |
| Последние бои: 10.12.2022, Крис Докас (#11), KO1 04.06.2022, Александр Волков (#7), TKO1 25.09.2021, Кёртис Блейдс (#4), UDEC 05.06.2021, Аугусту Сакаи (#9), TKO1 27.02.2021, Сирил Ган (#7), UDEC    | Последние бои: TKO2, Шамиль Абдурахимов (#15), 21.01.2023 (тв) SUB1, Антон Туркаль, 10.09.2022 (прм) SUB1, Паркер Портер, 21.05.2022 (тв) TKO1, Данилу Маркес, 05.02.2022 (птв) SUB2, Насрудин Насрудинов, 14.09.2021 (DWCS) |                                 |

### Изменения карда
Во время организации турнира были анонсированы, но впоследствии отменены следующие поединки:
- Бой в полусреднем весе, в котором должны были встретиться Джейк Мэттьюз и Гейб Грин.[2] Мэттьюз снялся с боя из-за травмы и был заменён на победителя последнего 29-го сезона шоу The Ultimate Fighter Брайана Баттла.[3]
- Бой в женском минимальном весе, в котором должны были встретиться Маккензи Дерн (#8 в рейтинге) и Анджела Хилл (#14 в рейтинге).[5] Организаторы перенесли бой на неделю позже и сделали его заглавным событием турнира UFC Fight Night: Дерн vs. Хилл.

На турнире в предварительном карде должен был состояться бой между Натаном Леви и Питом Родригесом. Изначально встреча была запланирована двумя неделями ранее на турнире UFC Fight Night: Сун vs. Симон, однако тогда бой был отложен из-за нераскрытой болезни у Родригеса. В итоге, на этом турнире бой также был отменён, так как Родригес из-за проблем со сгонкой веса не вышел на взвешивание.

### Анонсированные бои
| Бой | Весовая категория           | Участники боёв и их статистика перед боем (рекорд ММА / рекорд UFC / серия) | Участники боёв и их статистика перед боем (рекорд ММА / рекорд UFC / серия) | Участники боёв и их статистика перед боем (рекорд ММА / рекорд UFC / серия) | Участники боёв и их статистика перед боем (рекорд ММА / рекорд UFC / серия) | Участники боёв и их статистика перед боем (рекорд ММА / рекорд UFC / серия) | Участники боёв и их статистика перед боем (рекорд ММА / рекорд UFC / серия) | Участники боёв и их статистика перед боем (рекорд ММА / рекорд UFC / серия) | Участники боёв и их статистика перед боем (рекорд ММА / рекорд UFC / серия) | Участники боёв и их статистика перед боем (рекорд ММА / рекорд UFC / серия) | Участники боёв и их статистика перед боем (рекорд ММА / рекорд UFC / серия) | Участники боёв и их статистика перед боем (рекорд ММА / рекорд UFC / серия) | Участники боёв и их статистика перед боем (рекорд ММА / рекорд UFC / серия) |
|     |                             | Главный кард (Main Card, ABC/ESPN+)                                         |                                                                             |                                                                             |                                                                             |                                                                             |                                                                             |                                                                             |                                                                             |                                                                             |                                                                             |                                                                             |                                                                             |
| 1   | Тяжёлый вес                 | Жаирзиньо Розенстрайк (Jairzinho Rozenstruik)                               | #9 (3)                                                                      | 13-4                                                                        | 7-4                                                                         | +1                                                                          | vs.                                                                         | Жаилтон Алмейда (Jailton Almeida)                                           | #12, CS                                                                     | 18-2                                                                        | 4-0                                                                         | +13                                                                         | [ 7 ]                                                                       |
| 2   | Полутяжёлый вес             | Энтони Смит (Anthony Smith)                                                 | #5 (2)                                                                      | 36-17                                                                       | 11-7                                                                        | -1                                                                          | vs.                                                                         | Джонни Уокер (Johnny Walker)                                                | #7, CS                                                                      | 20-7                                                                        | 6-4                                                                         | +2                                                                          | [ 8 ]                                                                       |
| 3   | Полусредний вес             | Дэниел Родригес (Daniel Rodriguez)                                          | exT(14), CS                                                                 | 17-3                                                                        | 7-2                                                                         | -1                                                                          | vs.                                                                         | Иэн Гэрри (Ian Garry)                                                       |                                                                             | 11-0                                                                        | 4-0                                                                         | +11                                                                         | [ 9 ]                                                                       |
| 4   | Полутяжёлый вес             | Карлос Алберг (Carlos Ulberg)                                               | CS                                                                          | 7-1                                                                         | 3-1                                                                         | +3                                                                          | vs.                                                                         | Игорь Потеря (Ihor Potieria)                                                | CS                                                                          | 19-3                                                                        | 1-1                                                                         | +1                                                                          | [ 10 ]                                                                      |
| 5   | Полусредний вес             | Тим Минс (Tim Means)                                                        |                                                                             | 32-14-1 (1)                                                                 | 14-11 (1)                                                                   | -2                                                                          | vs.                                                                         | Алекс Мороно (Alex Morono)                                                  |                                                                             | 22-8 (1)                                                                    | 11-5 (1)                                                                    | -1                                                                          | [ 11 ]                                                                      |
|     |                             | Предварительный кард (Prelims, ESPN/ESPN+)                                  |                                                                             |                                                                             |                                                                             |                                                                             |                                                                             |                                                                             |                                                                             |                                                                             |                                                                             |                                                                             |                                                                             |
| 6   | Полусредний вес             | Мэтт Браун (Matt Brown)                                                     | exT(5), TUF                                                                 | 23-19                                                                       | 16-13                                                                       | -1                                                                          | vs.                                                                         | Курт Макги (Court McGee)                                                    | TUF                                                                         | 21-11                                                                       | 10-10                                                                       | -1                                                                          | [ 12 ]                                                                      |
| 7   | Тяжёлый вес                 | Карл Уильямс (Karl Williams)                                                |                                                                             | 8-1                                                                         | 1-0                                                                         | +5                                                                          | vs.                                                                         | Чейз Шерман (Chase Sherman)                                                 |                                                                             | 16-11                                                                       | 4-10                                                                        | -1                                                                          | [ 13 ]                                                                      |
| 8   | Промежуточный вес (140 lbs) | Коди Стеймэнн (Cody Stamann)                                                | exT(9)                                                                      | 21-5-1                                                                      | 7-4-1                                                                       | +2                                                                          | vs.                                                                         | Дуглас Силва ди Андради (Douglas Silva de Andrade)                          | exT(14)                                                                     | 28-5 (1)                                                                    | 6-5                                                                         | -1                                                                          | [ 14 ]                                                                      |
|     | Лёгкий вес                  | Натан Леви (Natan Levy)                                                     | CS                                                                          | 8-1                                                                         | 2-1                                                                         | +2                                                                          | vs.                                                                         | Пит Родригес (Pete Rodriguez)▼                                              |                                                                             | 5-1                                                                         | 1-1                                                                         | +1                                                                          | [ 15 ]                                                                      |
| 9   | Жен. наилегчайший вес       | Ким Джи-ён (Kim Ji Yeon)                                                    | exT(13)                                                                     | 9-6-2                                                                       | 3-6                                                                         | -4                                                                          | vs.                                                                         | Манди Бём (Mandy Bohm)                                                      |                                                                             | 7-2 (1)                                                                     | 0-2                                                                         | -2                                                                          | [ 16 ]                                                                      |
| 10  | Полусредний вес             | Брайан Баттл (Bryan Battle)▲                                                | TUF                                                                         | 8-2                                                                         | 3-1                                                                         | -1                                                                          | vs.                                                                         | Гейб Грин (Gabe Green)                                                      |                                                                             | 11-4                                                                        | 2-2                                                                         | -1                                                                          | [ 17 ]                                                                      |
| 11  | Жен. легчайший вес          | Джессика Роуз-Кларк (Jessica-Rose Clark)                                    | exT(7)                                                                      | 11-8 (1)                                                                    | 4-4                                                                         | -2                                                                          | vs.                                                                         | Таинара Лисбоа (Tainara Lisboa)                                             | д                                                                           | 5-2                                                                         | -                                                                           | +3                                                                          | [ 18 ]                                                                      |
|     |                             | Отменённые бои                                                              |                                                                             |                                                                             |                                                                             |                                                                             |                                                                             |                                                                             |                                                                             |                                                                             |                                                                             |                                                                             |                                                                             |
|     | Полусредний вес             | Джейк Мэттьюз (Jake Matthews)▼                                              |                                                                             | 18-6                                                                        | 11-6                                                                        | -1                                                                          | vs.                                                                         | Гейб Грин (Gabe Green)                                                      |                                                                             | 11-4                                                                        | 2-2                                                                         | -1                                                                          | [ 19 ]                                                                      |
|     | Жен. минимальный вес        | Маккензи Дерн (Mackenzie Dern)                                              | #8 (4)                                                                      | 12-3                                                                        | 7-3                                                                         | -1                                                                          | vs.                                                                         | Анджела Хилл (Angela Hill)                                                  | #14 (12), TUF                                                               | 15-12                                                                       | 10-12                                                                       | +2                                                                          | [ 20 ]                                                                      |

Условные обозначения: #5(1) — текущее (лучшее) место бойца в рейтинге, exЧ(В) — бывший чемпион (временный), exП(В) — бывший претендент на титул чемпиона (временного), exТ(3) — боец входил в рейтинг Топ-15 (лучшее место в рейтинге), д — дебютант, CS — боец участвовал в Претендентской серии Дэйны Уайта, TUF — боец участвовал в The Ultimate Fighter, WEC/SF — боец выступал в WEC или Strikeforce до объединения этих организаций с UFC

## Церемония взвешивания
Результаты официальной церемонии взвешивания бойцов перед турниром.
[*] Из-за проблем во время сгонки веса у Пита Родригеса его поединок с Натаном Леви отменён.
[**] Брайан Баттл не смог уложиться в лимит полусредней весовой категории и будет оштрафован на 20% от своего гонорара в пользу соперника. Бой пройдёт в промежуточном весе (173 фунта).

## Результаты турнира
| Бой    | Весовая категория     | Результат боя        | Результат боя           | Результат боя | Результат боя | Результат боя | Результат боя         | Результат боя | Способ победы                                                       | Раунд | Время | Рефери в ринге  | Примечания         |
|        |                       | Главный кард         |                         |               |               |               |                       |               |                                                                     |       |       |                 |                    |
| Бой 11 | Тяжёлый вес           |                      | Жаилтон Алмейда         | #12           | поб.          |               | Жаирзиньо Розенстрайк | #9            | Сдача, удушающий приём (удушение сзади)                             | 1     | 3:43  | Дэн Мираглиотта | Выступление вечера |
| Бой 10 | Полутяжёлый вес       |                      | Джонни Уокер            | #7            | поб.          |               | Энтони Смит           | #5            | Единогласное решение (29–28, 30–27, 30–27)                          | 3     | 5:00  | Кит Питерсон    |                    |
| Бой 9  | Полусредний вес       |                      | Иэн Гэрри               |               | поб.          |               | Дэниел Родригес       |               | Технический нокаут (нокдаун после удара ногой в голову и добивание) | 1     | 2:57  | Дэн Мираглиотта | Выступление вечера |
| Бой 8  | Полутяжёлый вес       |                      | Карлос Алберг           |               | поб.          |               | Игорь Потеря          |               | Технический нокаут (нокдаун после хука справа и добивание)          | 1     | 2:09  | Кит Питерсон    | Выступление вечера |
| Бой 7  | Полусредний вес       |                      | Алекс Мороно            |               | поб.          |               | Тим Минс              |               | Сдача, удушающий приём (гильотина)                                  | 2     | 2:09  | Уэйн Спинола    |                    |
|        |                       | Предварительный кард |                         |               |               |               |                       |               |                                                                     |       |       |                 |                    |
| Бой 6  | Полусредний вес       |                      | Мэтт Браун              |               | поб.          |               | Курт Макги            |               | Нокаут (хук справа)                                                 | 1     | 4:09  | Дэн Мираглиотта | Выступление вечера |
| Бой 5  | Тяжёлый вес           |                      | Карл Уильямс            |               | поб.          |               | Чейз Шерман           |               | Единогласное решение (30–27, 30–27, 29–28)                          | 3     | 5:00  | Кит Питерсон    |                    |
| Бой 4  | Промежуточный вес     |                      | Дуглас Силва ди Андради |               | поб.          |               | Коди Стеймэнн         |               | Единогласное решение (29–28, 29–28, 29–28)                          | 3     | 5:00  | Уэйн Спинола    |                    |
| Бой 3  | Жен. наилегчайший вес |                      | Манди Бём               |               | поб.          |               | Ким Джи-ён            |               | Технической раздельное решение (27–28, 28–27, 28–27) ***            | 3     | 1:55  | Ларри Картер    |                    |
| Бой 2  | Полусредний вес       |                      | Брайан Баттл            |               | поб.          |               | Гейб Грин             |               | Нокаут (контрхук справа)                                            | 1     | 0:14  | Уэйн Спинола    | Выступление вечера |
| Бой 1  | Жен. легчайший вес    |                      | Таинара Лисбоа          | д             | поб.          |               | Джессика Роуз-Кларк   |               | Сдача, удушающий приём (удушение сзади)                             | 3     | 4:20  | Ларри Картер    |                    |

[***] Рефери снял одно очко с Ким после окончания 2-го раунда за удар ногой по сопернице после гонга. Она была лишена ещё одного очка в 3-м раунде из-за запрещённого удара ногой в голову, после которого Бём не смогла продолжить поединок. Бой был остановлен, а судьи приняли техническое решение, оценив выступление бойцов до момента остановки. Несмотря на то, что первоначальные судейские оценки были не в пользу Бём (27–30, 28–29, 28–29), два снятых очка у соперницы изменили окончательное решение и привели её к победе.
Официальные судейские карточки турнира.

## Награды
Следующие бойцы были удостоены денежного бонуса в $50,000:
- Лучший бой вечера: бонус не присуждался
- Выступление вечера: Жаилтон Алмейда, Иэн Гэрри, Карлос Алберг, Мэтт Браун и Брайан Баттл